# الزاوية الشيخية

شعار (رمز) التراث الثقافي الإنساني غير المادي

تم تصنبف العادات الصوفية المتعلقة بالزاوية الشيخية ضمن قائمة «روائع التراث الشفهي اللامادي للإنسانية» في الجزائر بعد تقديم الملف من طرف الجزائر ودراسته، ثمت المصادقة عليه من طرف لجنة منظمة اليونسكو للتراث العالمي سنة 2008، وقد عرفت هذه الزاوية إشعاعا روحيا في فترات من الزمن، وكانت مقصد طلاب الروحانيات والتربية الذوقية، وقد تخرج على يد عبد القادر بن محمد السماحي شيوخ كثر، نشروا طريقته الذوقية والصوفية في المناطق الصحراوية على الحدود المغربية الجزائرية.
تصدرت الزاوية في عهد مؤسسها كزاوية لتربية والسلوك، وتوافد عليه طلاب المعرفة والتربية الصوفية، وانتشر صيته، وكان من بين الوافدين عليه أحد الفقهاء أحمد بن أبي محلي الذي أخذ عنه الذي تقرب من الشيخ عبد القادر بن محمد السماحي حتى زوجه إحدى بناته، ولكنه لم يلبث أن قلب له ظهر المجن، وتصدى للإنكار على الشيخ السماحي، واختلف معه، وراسل علماء المشرق والمغرب ليحثهم على تكفيره أو تبديعه، وبلغ من تحامله على الشيخ السماحي أن ألف ضده عدة كتب منها المنجنيق، والإصليت، وسم ساعة وغيرها.
اتسع الإشعاع الصوفي للشيخ السماحي بين القبائل البعيدة والقريبة إلى أن توفي سنة 1616م، فتولى أمر زاويته أحد أبناءه الأحد عشر، وتفرق بعض أبناءه في المناطق القريبة والبعيدة وكوّنوا زوايا منها من لا تزال قائمة إلى الآن.
وبعد قرن من وفاة مؤسس الطريقة اختلف زعماء الجيل الثالث من أحفاده حول تسيير الزاوية، وبعد خلافات مريرة توصلوا إلى حل تم بموجبه تقسيم الزاوية الأم إلى زاوية شرقية وغربية.

## المؤسس
هو عبد القادر بن محمد بن سليمان بن أبي سماحة (ولد سنة 1544م / 951 هـ)ويُعرف اختصارا بـ«سيدي الشيخ»، هو فقيه وأديب جزائري ومؤسس الزاوية التربوية التعليمية، المنتشرة في المناطق الجنوبية الغربية من الجزائر وفي المناطق الشرقية من المغرب.
بعد وفاة الشيخ عبد القادر بن محمد السماحي تولى أمر الزاوية الشيخية بوصية منه ابنه الحاج أبوحفص، وبعد وفاة هذا الأخير تولاها بوصية منه أخوه الحاج عبد الحكم ثم ابنه أبوحفص الحاج الحفيد، وبعده ابن عمه الشيخ ابن الدين.

## تقسيم الزاوية الشيخية

### الزاوية الشرقية والغربية
وبعد وفاة «الشيخ ابن الدين» تنازع الأحفاد في القبيلة أمر الزاوية الشيخية، فاهتدوا إلى حل وسط في آخر المطاف، وذلك باقتسامها بين فخذ أولاد أبي حفص الحاج، وفخذ أولاد ابن الدين، وهكذا أصبحت منذ ذلك الحين منقسمة بين زاوية الشيخية الغربية المتواجدة على التراب المغربي، والزاوية الشيخية الشرقية المتواجدة على التراب الجزائري، فصارت لكل زاوية شيوخها وموريدوها.

### الفرع الثالث

قلعة الشيخ بوعمامة ومقر زاويته المنبثقة عن الزاوية الأصلية كفرع ثالث عنها.

في سنة 1875 م أسس الشيخ بوعمامة زاوية ثالثة، ومنذ ذلك الحين أصبحت للزاوية الشيخية ثلاثة فروع. وبوعمامة هو محمد بن العربي بن الشيخ بن الحرمة بن إبراهيم والملقب بالشيخ بوعمامة (ولد 1833 فكيك - توفي 1908 بالقرب من العيون الشرقية) هو شخصية تاريخية، عسكرية وصوفية جزائرية. ينتمي إلى قبيلة «أولاد سيدي الشيخ»، وهو قائد إحدى الثورات الشعبية الجزائرية ضد المستعمر الفرنسي بالجنوب الغربي للبلاد، والتي استمرت مدة 23 سنة من 1881، تقوى أحيانا وتفتر أخرى إلى غاية 1904.
تنتمي زاوية الشيخ بوعمامة تربويا إلى الطريقة الطيبية التي حلت من المغرب الأقصى، وعن طريق الحدود وصلت إلى الغرب الجزائري حيث انتشرت انتشارا واسعا، هذا لم يمنعه من التأثر بالطريقة السنوسية كذلك نظراً للقرابة التي كانت بينها وبين أولاد سيدي الشيخ.
استطاع الشيخ بوعمامة بعد تأسيس زاوية جديدة خاصة، كفرع عن الزاوية الشيخية في منطقة المقرار التحتاني، مما زاد في شعبيته مقاومته للاحتلال وأكثر مريديه في العديد من المناطق الصحراوية.
دامت مقاومة الشيخ بوعمامة أكثر من ثلاثة وعشرين عاما، ولاقت دعما مغربيا على الحدود المجاورة، حتى أطلق عليه لقب الأمير عبد القادر الثاني، وقد اشتهر بقدرته الفائقة على مراوغة قوات الاحتلال التي لم تنجح في القضاء عليه، رغم محاولاتها المتكررة سياسيا وعسكريا.

## المُدَينَة والزّاوية
مدينة «الأبيض سيدي الشيخ» جيث تقع الزاوية الشيخية، وهي أهم وأقدم مدن الجنوب الغربي للجزائر تاريخا وحضارة. تأسست بعد وفاة الأب الروحي لأولاد سيدي الشيخ في بداية القرن العاشر، وهذا لا يعني أنها نشأت في هذا العهد فقط، بل كانت قبل هذا تتوفر على مصلى وبئر أسسه سيدي سليمان بن بوسماحة حوالي منتصف القرن التاسع، بحيث أصبح كل من البئر والمصلى مقر لقاء تجار الجنوب وتجار الشمال للتبادل التجاري بين سكان أتوات وسكان مدن التل. كما بدأ بعض مواطني أتوات وغيرها من التمركز في السهل للعمل في المجال الفلاحي، فنشأ هناك أول قصر (وهو تجمع سكني جماعي) كقصر أولاد بودواية وأولاد سيد الحاج بن الشيخ، على الضفة الغربية من السهل.
وما أن مات سيدي الشيخ سنة 940 هـ 1616 م حتى أصبحت القصور تشيد على شكل حصون متوزعة على أربعة (القصر الغربي ـ قصر أولاد سيد الحاج بحوص ـ قصر الرحامنة وقصر أولاد سيد الحاج أحمد) وتمركز أولاد ومحبي ومجدوبي ومريدي الطريقة الشيخية بالأبيض سيدي الشيخ بها. ومن لم يستقر أصبح ملزما بالقدوم سنويا إلى الأبيض سيدي الشيخ لإقامة ركب سيدي الشيخ

## في عهد الإستعمار الفرنسي
عندما سيطرت قوات الاحتلال الفرنسي على شمال الجزائر وصلت جحافلها جنوبا إلى منطقة أولاد «سيدي الشيخ» تصدى لها هؤلاء في أطول مقاومة قامت بها قبيلة من قبائل الجزائر والمغرب عرفت بثورة أولاد سيدي الشيخ.
بعد احتلال الجنوب الغربي للجزائر من طرف القوات الفرنسية، كانت عين بني مطهر تمثل القاعدة الخلفية للمقاومين من أولاد سيدي الشيخ الغرابة
بزعامة سيدي الشيخ بن الطيب سنة 1849م، وشارك سكانها من بني مطهر والمهاية في هذه المقاومة منذ انطلاقها
ومعلوم أن معاهدة لالة مغنية الموقعة بين فرنسا والمغرب في 18 مارس 1845م، قسمت قبيلة أولاد سيدي الشيخ إلى فرقتين:
- - أولاد سيدي الشيخ «الشراقة» أو الشرقيين وأصبحوا بموجب الاتفاقية جزائريين.
- - أولاد سيدي الشيخ «الغرابة» أو الغربيين وأصبحوا بموجب نفس المعاهدة مغاربة

و كرست المعاهدة انقساما سابقا كان بين الفريقين جراء خلافهما حول زعامة القبيلة، وصراعهما حول تسيير زاوية جدهما الشيخ سيدي عبد القادر بن محمد السماحي المتوفى سنة 1616م.
وقد عرفت هذه الزاوية في حياة مؤسسها وبعده إشعاعا غطى الجنوب الغربي الجزائري، والجنوب الشرقي المغربي، وهي طريقة تتفرع عن الشاذلية اليوسفية.
بعد صدور معاهدة لالة مغنية الموقعة بين المغرب وفرنسا، لاحظ سيدي الشيخ بن الطيب البوشيخي البكري زعيم أولاد سيدي الشيخ «الغرابة» الحيف الذي الحقه الفرنسيون بقبيلة أولاد سيدي الشيخ عموما و«الغرابة» خصوصا، حيث اقتطعت سلطات الاحتلال منهم أراضيهم وقراهم ومجال تنقلاتهم الرعوية، وأرغمتهم على النزوح، والهجرة القسرية.(4)
و هكذا لم تمض إلا بضعة شهور على معاهدة لالة مغنية وعلى معركة الشريعة ضد قوات الغزو الفرنسي حتى بعث سيدي الشيخ بن الطيب (زعيم «الغرابة») في خريف 1845م بوفد إلى السلطان مولاي عبد الرحمان بن هشام ملك المغرب يطلعه على الوضع الراهن إذاك في حدود المملكة، وعلى التناقض الذي شاب المعاهدة في أمر اولاد سيدي الشيخ الغرابة الذين اعترفت بمغربيتهم ولكنها سلبتهم قراهم وأجنتهم وأرضهم، فراسل السلطان السفارة الفرنسية بـ طنجة يطالبها بمراجعة الحدود بعد تشكي المتضررين من تبعات المعاهدة الموقعة بين فرنسا والمغرب، ولكن سلطات الاحتلال ضربت بعرض الحائط إلحاح السلطان عليها، في هذا الشأن.

### ثورة الشيخبوعمامةبن العربي
انطلقت ثورة الشيخ بوعمامة بعد مقتل الضابط ويمبريمر في 22 أبريل 1881م، وانطلق الجيش الفرنسي بقيادة العقيد إينوسونتي للانتقام لمقتل الضابط المذكور فكانت معركة تازينة (مولاق) في 19 ماي 1881م وهي المعركة التي استعد لها الشيخ بوعمامة وانتصر فيها رغم خسائر اولاد سيدي الشيخ التي فاقت خسائر الجانب الفرنسي إلا أنها كانت انتصارا اعاد مقاومة اولاد سيدي الشيخ إلى واجهة الأحداث بعد أن ظن الفرنسيون أنهم قضوا على ثورة اولاد سيدي الشيخ الغرابة بدفعهم إلى المغرب وإغراء السلطات المغربية بهم وبعدما قضوا على ثورة اولاد سيدي الشيخ الشراقة كما سبق ذكره.
دامت ثورة الشيخ بوعمامة ثماني وعشرين سنة شملت 12 معركة و22 اشتباكا وسببت حرجا كبيرا للسلطات الفرنسية على اعلى مستوياتها إلى أن اضطرت لتجنيد جيش أكبر بقيادة الجنرال ليوطي الذي دفعت قواته اولاد سيدي الشيخ بقيادة الشيخ بوعمامة إلى اللجوء إلى المغرب سنة 1903م ووفاته سنة 1908م وكان آخر قائد لثورات اولاد سيدي الشيخ الثلاث.
وبعد وفاته أخذ مشعل المقاومة ابنه البكر الحاج العربي بن الشيخ، الذي ما لبث أن استشهد مع أخيه سليمان بن الشيخ في معركة «عقلة السدرة» التي نشبت بين أولاد سيدي الشيخ «الغرابة» و«الشراقة» في 8/8/1871م، والتي خطط لها الاحتلال الفرنسي للإيقاع بين الفريقين، وتسهيل القضاء - في النهاية -عليهما جميعا.
و تزعم ابنه الثالث «معمر بن الشيخ» قبيلة أولاد سيـدي الشيخ «الغرابة»، وأقره السلطان مولاي الحسن الاول ملك المملكة المغربية على زعامة هذه القبيلة، إلا أن سلطات الاحتلال نغصت صفو العلاقة بينهما، فقلب السلطان ظهر المجن لأولاد سيدي الشيخ «الغرابة»، وتنكر لهم خصوصا بعد استشهاد معمر بن الشيخ السابق الذكر في معركة «نفيش» ضد القوات الفرنسية وأتباعها في 13/6/1874م.
و بعد استشهاد معمر بن الشيخ، تولى زعامة قبيلة أولاد سيدي الشيخ «الغرابة» سليمان بن قدورالبوشيخي البكري ابن أخ الشيخ بن الطيب وبعد تعرض سليمان بن قدور المذكور للاغتيال تزعم القبيلة بعده علال بن الشيخ بن الطيب (و هو الابن الرابع لسيدي الشيخ بن الطيب)، ورغم استماتتهم في المقاومة وتضحياتهم الجسام في سبيل الدفاع عن حوزة الوطن، وولائهم للسلطان الذي كان يختصهم بظهائر التوقير والاحترام، وكانوا قادته في المناطق الجنوبية، فإن سلطات الاحتلال الفرنسية لم تدخر وسعا في السعي لبث الخلاف بينهما، وأوغر العُمَلاءُ المدسوسون في دوائر المخزن صدر السلطان عليهم، فصُنفوا في خانة المخربين وأهل الفتن، وتعرضوا بذلك للسجون والتنكيل والتهجير، وبانتهاء مقاومتهم وجد الاحتلال الفرنسي الطريق معبدة أمامه لاحتلال المغرب ابتداء من 1904م.
و بناء على ما سبق ذكره، فإن سيدي الشيخ بن الطيب كان مفجر ثورة أولاد سيدي الشيخ التي دامت خمسة عقود من 1845م إلى 1903م.
وبعد عشرين سنة على انطلاق ثورة سيدي الشيخ بن الطيب اندلعت ثورة أولاد سيدي الشيخ «الشراقة» بزعامة سيدي سليمان بن حمزة في 8/4/1864م ثم بعد ست وثلاثين سنة انطلقت ثورة بوعمامة في 1881م، لتكمل المسيرة التي بدأها سيدي الشيخ بن الطيب.

## في الوقت الراهن
كل عام والمجتمعات البدوية الصوفية في الغرب الجزائري في محيط مدينة الأبيض سيدي الشيخ،  تقوم بتجمعات على شاكلة زيارة إلى الزاوية الشيخية، التي تقع في مدينة الأبيض سيدي الشيخ. وتبدأ الاحتفالات في الخميس الأخير من شهر يونيو، لمدة ثلاثة أيام في ذكرى تأسيس الزاوية، حيث تجدد العلاقات وأواصر المؤاخات بين الناس من سكان المنطقة، ويضمن السلام والاستقرار بينهم. وقد ساهم ذلك أيضا في الحفاظ على تراث ونمو التصوف،  وساعد على تعزيز القيم المجتمعية الحميدة مثل الضيافة والعادات الجماعية، ويتم تلاوة القرآن الكريم، احتفالات محلية. وتشمل مبارزة الفروسية، والرقصات والمسابقات الفروسية التي تضم أكثر من 300 متسابقا من مختلف الطوائف. وتعميق علم المعرفة الروحية ونقلها بين الموريدين. وقد عرفت هذه الزاوية إشعاعا روحيا في فترات من الزمن، وكانت مقصد طلاب الروحانيات والتربية الذوقية، وتسعى بطريقة ما إلى المحافظة على التراث القديم وتعزيز القيم المجتمعية مثل حسن الضيافة والممارسات الجماعية كالتسابيح، وتلاوة القرآن الكريم، والأغاني والرقصات التقليدية والفلكلورية ولا سيما المبارزات ومسابقات الفروسية.

### التراث العالمي
تم تصنبف العادات الصوفية المتعلقة بالزاوية الشيخية ضمن قائمة «روائع التراث الشفهي اللامادي للإنسانية» في الجزائر بعد تقديم الملف من طرف الجزائر ودراسته ثم المصادقة عليه من طرف لجنة منظمة اليونسكو للتراث العالمي سنة 2008،

## مواضيع متعلقة
- قائمة التراث الثقافي اللامادي في الجزائر
- بوعمامة
- عبد القادر بن محمد السماحي
- ثورة أولاد سيدي الشيخ